# بوازمو (بوازمو)
بوازمو هو دُوَّار يقع بجماعة بو أزمو، إقليم ميدلت، جهة درعة تافيلالت في المملكة المغربية. ينتمي الدوّار لمشيخة بوازمو التي تضم 6 دواوير. يقدر عدد سكانه بـ 648 نسمة حسب الإحصاء الرسمي للسكان والسكنى لسنة 2004.

## روابط خارجية
- البوابة الوطنية للجماعات الترابية نسخة محفوظة 12 مارس 2018 على موقع واي باك مشين.
- المندوبية السامية للتخطيط